# 85 км (зупинний пункт, Південна залізниця)
85 кіломе́тр — пасажирський залізничний зупинний пункт Сумської дирекції Південної залізниці на лінії Баси — Боромля.
Розташований біля садово-дачних ділянок Сумського району Сумської області між станціями Імені Василя Несвіта (5 км) та Боромля (6 км).
На платформі зупиняються приміські поїзди.